# Edmond Kaiser

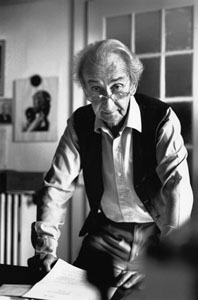
Edmond Kaiser (Foto: Erling Mandelmann)

Edmond Kaiser (* 2. Januar 1914 in Paris; † 4. März 2000 in Coimbatore, Indien), seit 1960 Schweizer Bürger, war ein Journalist, Dichter und Schriftsteller, Agnostiker jüdischer Abstammung, der sich für benachteiligte Kinder und Frauen in der Welt engagierte.

## Leben
Edmond Kaiser wurde im Januar 1914 im Pariser Quartier des Batignolles als Sohn des Vertreters Maure Kaiser und dessen Ehefrau Louise Chostmann geboren. Sein Vater starb bereits 1918, so dass Kaiser von seiner Mutter, die 1931 ihren Schwager Armand Kaiser, Kaufmann in Lausanne, heiratete, und seiner Großmutter, der Witwe Edmond Chostmann, erzogen wurde. Früh lernte er das Klavierspielen und verehrte zeitlebens die großen deutschen Komponisten Bach, Mozart und Schubert, vor allem aber Beethoven. Als Jugendlicher las er Zola, Flaubert und Lamartine und schrieb als 15-Jähriger zahlreiche Gedichte, die er in einer kleinen Runde Gleichgesinnter am Square des Batignolles vortrug; wenig später schloss er sich der „Association des Poètes français“ an der Place du Châtelet an. Nach dem Schulbesuch 1919–1928 war Kaiser in Paris zwei Jahre als Gelegenheitsarbeiter tätig und trat 1931 der im gleichen Jahr in Paris gegründeten radikalen Pazifistenorganisation „Internationale Liga der Kämpfer für den Frieden“ bei. Nachdem er schon mehrfach während seiner Schulzeit eine befreundete Familie in Radolfzell am Bodensee besucht hatte, ging er 1932/33 auf Drängen seines Stiefvaters für ein Jahr nach Deutschland, um die deutsche Sprache zu erlernen.
Im Oktober 1933 traf er in Lausanne ein, wo er anfangs bei seiner Mutter in der 1927 errichteten Villa „Le Kaiser“ seines Stiefvaters (Chemin du Languedoc 10) wohnte. Im Juli 1936 heiratete er die 19-jährige Élisabeth Burnod aus Villeneuve. Bereits zwei Monate nach der Hochzeit zog das junge Paar nach Paris und betätigte sich dort schriftstellerisch u. a. 1937/38 mit Beiträgen in der Zeitschrift La Phalange. Kaiser nahm die Stelle eines Sekretärs bei der Firma Philips an. Im Jahr 1937 wurde seine Tochter Myriam geboren, 1939 sein Sohn Jean-David, der 1941 durch einen tragischen Unfall starb.
Im Jahr 1940 meldete er sich freiwillig zur Armee, „um die Sterbenden zu trösten“, und erhielt für die mutige Rettung eines Verwundeten in der Schlacht von Dreux die Auszeichnung Croix de guerre. 1943/44 war er in den Résistance-Netzen „Libération Nord“ und „Brutus“ mit den Decknamen Matthieu und Yves aktiv. Im September 1943 kam es in seiner Pariser Wohnung (Rue des Chaufourniers 13) zu einem Treffen mit zwei Agenten der deutschen Abwehr aus Lille, die vorgaben, dem britischen Geheimdienst anzugehören. Kaiser, der sich als Chef der „Libération“ in seinem Pariser Arrondissement bezeichnete, bat die beiden Agenten darum, seine Frau, die Paris verlassen müsse, nach Lille mitzunehmen, was auch geschah. In den folgenden Monaten gab es mehrfach Kontakte zwischen deutschen Geheimagenten und Kaiser in Paris und Lille, doch ist nach dem derzeitigen Stand der Forschung davon auszugehen, dass Kaiser erst Mitte 1944 durch seine Frau über die wahre Identität dieser Agenten informiert wurde. Er tauchte unter, wurde nach einer Denunziation von einem deutschen Militärgericht in Abwesenheit zum Tode verurteilt und schloss sich der französischen Armee unter General de Lattre an. Nach der Besetzung Konstanz’ durch die Franzosen war er dort für die Untersuchung von Kriegsverbrechen zuständig, aber auch an Ermittlungen zu sonstigen NS-Verbrechen beteiligt.
Nachdem er Anfang 1947 des Hochverrats bezichtigt worden war, musste er Konstanz verlassen und wurde durch den französischen Sicherheitsdienst Direction de la surveillance du territoire (DST) über Baden-Baden und Paris nach Lille gebracht, wo er im Juni 1947 einen Monat lang im Gefängnis Loos inhaftiert war. Das Verfahren gegen ihn wurde zwar eingestellt, doch noch 50 Jahre später litt Kaiser wegen dieses Gefängnisaufenthalts unter Angstzuständen.
Kaiser verließ Frankreich und ließ sich in Mathod nieder, wo er später (30. November 1960) das Schweizer Bürgerrecht erwarb. Seine Ehe mit Élisabeth Burnod, der er 1951 noch sein Buch über den Tod ihres Sohnes gewidmet hatte, wurde Anfang 1952 geschieden. Ein Jahr später zog er von Mathod nach Lausanne in die Avenue du Léman 50 und arbeitete bis 1961 als Angestellter bei der Dekorationsfirma André Pache. Aus seiner Beziehung mit der Sängerin Lucienne Marguerite Reymond (1929–1969) ging im Februar 1954 eine Tochter Geneviève Béatrice hervor, die durch die Eheschließung der Eltern im April 1956 legitimiert wurde. 1961 zog Kaiser in eine andere Lausanner Wohnung (Chemin de Grand-Vennes 7), 1967 endgültig in die Villa seiner 1957 verwitweten Mutter am Chemin du Languedoc 10. Im Mai 1974 legitimierte Kaiser den am 4. April 1956 in Senegal geborenen Amadou Tidiane, der bereits 1973 in der Todesanzeige von Kaisers Mutter neben Geneviève als sein Kind bezeichnet wird.

## Einsatz für Notleidende

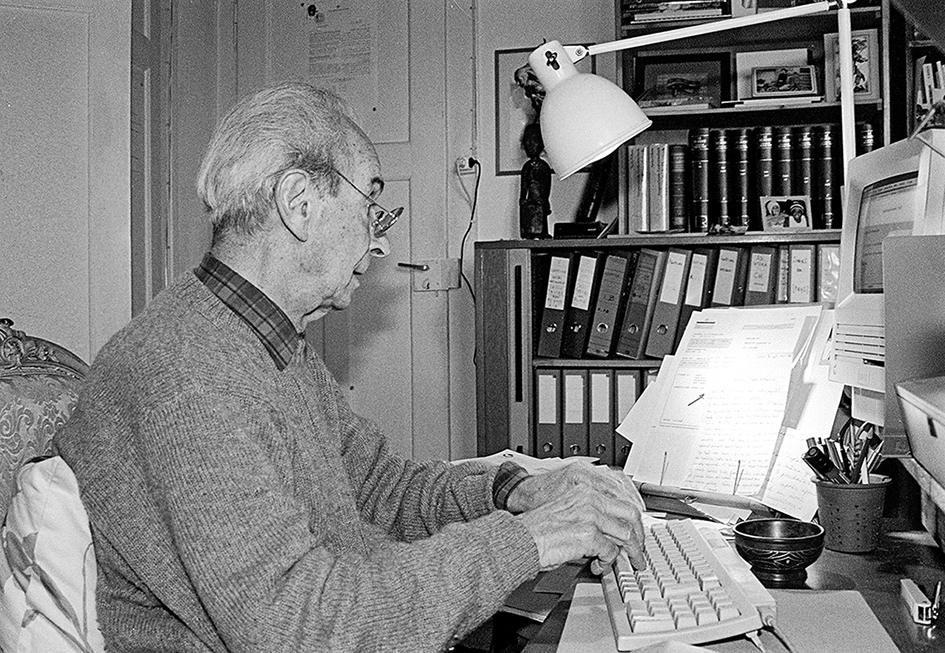
Edmond Kaiser im Jahr 1995 in seinem Büro bei Sentinelles. (Foto: Markus Schweizer)

Nachdem in Europa die Grausamkeiten des 1954 beginnenden algerischen Bürgerkriegs bekannt geworden waren, setzte sich Kaiser nachdrücklich dafür ein, notleidende Kinder aus Algerien in der Schweiz aufzunehmen. Am 15. Juni 1958 wurde Kaiser in Genf Mitglied des Zentralkomitees dieser neuen Organisation. Dieser neuen Aufgabe widmete er sich „mit Leib und Seele, fast Tag und Nacht“ und wurde Sekretär der Lausanner Stiftung der Emmaus-Freunde. Wegen „Schwierigkeiten menschlicher und finanzieller Art“ innerhalb der Lausanner Stiftung verließ er Mitte 1959 die Emmaus-Freunde.
Im November 1959 gründete er das Kinderhilfswerk Terre des Hommes, das er bis 1980 leitete und das 2010 weltweit über ein Budget von über 100 Millionen Euro verfügte. Eindrucksvoll stellte Georg Stefan Troller 1980 in seinem Fernsehbeitrag „Tropfen auf den heißen Stein“ den radikalen Einsatz Kaisers für notleidende Kinder in Indien dar. Durch seine Verhandlungen mit Staatsoberhäuptern in Afrika (u. a. im Umfeld des Biafra-Kriegs) zur Rettung von Kindern wurde er ebenso bekannt wie durch seinen Hungerstreik, mit dem er 1971 erzwang, dass vom Hungertod bedrohte Kinder aus Bangladesch ausgeflogen wurden.
Im Jahr 1976 wurde Kaiser durch das Buch „Ainsi soit-elle“ von Benoîte Groult auf die Genitalverstümmelung und sexuelle Ausbeutung von Mädchen und jungen Frauen weltweit aufmerksam und gründete daraufhin 1980 die Organisation „Sentinelles – Au secours de l’innocence meutrie“ (Schildwache zum Schutz der verletzten Unschuld).

## Weltanschauung und Charakter
Ob Kaiser in seinem Pariser Elternhaus im jüdischen Glauben erzogen wurde, ist fraglich. In seinen späteren Interviews 1980/1998 berichtete Kaiser jedenfalls nichts von einem jüdischen Gemeindeleben in Paris oder Lausanne, vielmehr grenzte er sich als Agnostiker scharf von jeder Art eines Glaubens an einen Gott ab. Das Wort „Jude“ habe für ihn nichts mit „Israelit“ oder „Israeli“ zu tun; es sei für ihn nicht mehr als eine Kennzeichnung wie jede andere, wie ein Hund eben ein Hund sei, eine Klaviertastatur eine Klaviertastatur und ein Araber ein Araber.
Nach Angaben aus dem Familienumfeld stand Kaiser der katholischen Kirche immer sehr nahe und hatte als junger Mann angeblich die Absicht, katholischer Priester zu werden, doch habe ihn die Vorschrift des Zölibats davon abgehalten. Er sei aber niemals zur katholischen Kirche konvertiert.
Kaisers Weltanschauung basiert also in keiner Weise auf einer Religion, ebenso nicht auf einer sozialkritischen Analyse gesellschaftlicher Strukturen. Im Mittelpunkt steht für ihn der leidende unschuldige Mensch, dem bedingungslos zu helfen ist. Hungernde, kranke und missgebildete Kinder erfüllen seiner Meinung nach uneingeschränkt diese Voraussetzung der Unschuld an ihrem Leiden, aber auch sexuell ausgebeutete Frauen. Schuldig an diesem Elend sind fast alle Erwachsenen weltweit, weil sie nicht mit aller Härte gegen die Verursacher des Leidens wie Waffenhandel, Nahrungsspekulanten und religiöse Fanatiker vorgehen. In diesem Sinne fühlt sich Kaiser selbst auch als Schuldiger, der verpflichtet ist, den Opfern mit großer Zärtlichkeit (tendresse) zu helfen, ja sogar vor ihnen niederzuknien und sie um Verzeihung zu bitten. Es sei eine Schande, dass man der reichen westlichen Welt Bilder von verhungernden Kindern vor Augen halten müsse, um so durch Mitleid etwas Hilfe erwarten zu können. Er hoffe auf eine weltweite Revolution, die eine grundlegend andere Gesellschaft hervorbringen möge.
Die Charakterzüge des 65-jährigen Edmond Kaiser kommen sehr gut in dem Film von Georg Stefan Troller zum Ausdruck und werden schon in der Darstellung Marcel Farines über die Zeit Kaisers im Zentralkomitee der Schweizer Emmaus-Freunde 1957/59 treffend beschrieben: „Ich sehe ihn noch vor mir, als er in den verschiedenen Sitzungen teilnahm: sein ausgemergeltes Gesicht, den durchdringenden Blick über die Brille hinweg; mitunter ein Finger auf uns gerichtet, als wollte er uns überzeugen oder zum Handeln drängen. Und ich höre seine tiefe, gelegentlich schroffe, dann wieder sanfte Stimme, je nachdem, worum es gerade geht, jedoch immer auf der Suche nach Gerechtigkeit und die Armen bedingungslos verteidigend. Er hat mich oft durch seine Nächstenliebe, seine schneidenden Worte gegen Egoisten und Profitgierige, durch seine blumige, von Sanftheit geprägte Sprache für die Leidenden, seine Dynamik und sein unermüdliches Engagement beeindruckt. Andererseits hat er mich manchmal durch sein angeborenes Selbstvertrauen, auch durch seinen Wunsch, vollkommen unabhängig zu handeln, irritiert.“

## Verhältnis zu Frankreich und Deutschland
Durch seine Muttersprache Französisch und seine Pariser Jugendjahre fühlte sich Kaiser sicher dem französischen Kulturkreis zugehörig, den er auch durch seine Emigration 1948 in den Schweizer Kanton Waadt nicht verließ. Dagegen wurde ihm schon als Kind der seinerzeit in Frankreich weit verbreitete Antisemitismus deutlich vor Augen geführt, so dass er sich frühzeitig als einsamer Außenseiter fühlte. Zum Krieg, so Kaiser, habe er sich 1939 nicht „für das Vaterland“, sondern – wie später auch zur Résistance – zur Verteidigung der Freiheit gemeldet, die man bewahren müsse wie ein krankes Kind in seinen Armen. Er verstehe sich als Vagabund und könne mit dem Begriff „Vaterland“ überhaupt nichts anfangen.
Seine religionsneutrale Einstellung und wohl auch der Umstand, dass aus seiner Familie niemand dem Holocaust zum Opfer gefallen war, führten nach dem Zweiten Weltkrieg auch nicht zu erkennbaren Ressentiments gegenüber den Deutschen. Durch seine mehrfachen Aufenthalte als Jugendlicher am Bodensee und seine einjährigen Sprachstudien 1932/33 beherrschte Kaiser die deutsche Sprache sehr gut, die er noch 1980 verstand und auch fragmentarisch benutzte. Eine ganz besondere Verehrung brachte er Beethoven entgegen, in dem er einen imaginären Vaterersatz sah: „Ich hatte immer den Eindruck, dass Beethoven an meiner Seite stand. hinter meiner linken Schulter, weil Beethoven in etwa die Statur meines Vaters hatte, der starb als ich vier Jahre alt war. Ich habe lange Zeit diese Vorstellung von einem Ersatz für meinen Vater gehabt, von Beethoven, den ich sehr liebe, besonders wegen seiner Schwerhörigkeit.“ Noch 1980 sang er vor einer Gruppe indischer Kinder die Ode An die Freude, wobei er sich selbst instrumental begleitete.
Den Angriff der deutschen Wehrmacht auf Frankreich 1940 lastete Kaiser nicht „den Deutschen“ an, sondern „Hitler und seiner Bande“, und die Aktivität in der Résistance war gegen die Gestapo gerichtet, nicht gegen „die Deutschen“. Dies wurde auch 1945/47 in Konstanz deutlich, als er einerseits beim Weinen eines SS-Mannes und ehemaligen KZ-Aufsehers, den er zu verhören hatte, „eiskalt“ blieb, sich andererseits aber ganz außergewöhnlich hilfsbereit gegenüber der hungernden Bevölkerung zeigte. Bekannt als „Capitaine Sémoule“ (Hauptmann Grießbrei), gab er dort von Beginn der Besatzung an die Hälfte seines Solds und seiner Nahrungsration an notleidende Personen ab.

## Werke
- Beiträge in La Phalange. Paris 1937/38.
- Le Mémorial d’une poupée. Renens 1951 (ab 1941 konzipiertes Gedicht zum Tod seines Sohnes Jean-David; weitere Aufl. Lausanne 1967 u. 1985 unter dem Titel Mémorial d’une poupée).
- Motets de l’ombre et du dimanche. Lausanne 1959.
- Contes (Übersetzung der Märchen von Hans Christian Andersen). Bern 1965.
- La Marche aux enfants. Lausanne 1979 (2. Aufl. Lausanne 1989).
- Non plus que pleure (unveröffentlicht).
- Bel Éventaire à l’enfant sage (unveröffentlicht).[41]

## Filme
- Exterminer par la faim. Interview mit Edmond Kaiser über Hilfsaktionen für Kinder in Biafra (RTS, 6. September 1968).
- Edmond Kaiser in einem Interview 1955 zur Hilfe für notleidende Kinder im Algerienkrieg und mit einem Kommentar zum Hungerstreik Kaisers um 1972 (Schweizer Radio und Fernsehen, 11. April 1991).
- Personenbeschreibung: Edmond Kaiser – Tropfen auf den heißen Stein von Georg Stefan Troller (ZDF, 26. Dezember 1980)